# Pileostegia
Pileostegia es un género perteneciente a la familia Hydrangeaceae. Es originario del sur de Asia donde se distribuyen por China, India y Japón.  Comprende 5 especies descritas y de estas, solo  2 aceptadas.

## Descripción
Son arbustos de hoja perenne, con raíces aéreas. Las hojas son opuestas, pecioladas; el margen de la lámina es entero o dentado. La inflorescencia terminal se produce en una panícula corimbosas. Las flores son bisexuales y pequeñas. El fruto es una cápsula con 4  ó 5 valvas, dehiscente irregular a lo largo de las costillas. Las semillas numerosas, oblongas, levemente comprimidas, con alas membranosas en ambos extremos.

## Taxonomía
El género fue descrito por Joseph Dalton Hooker & Thomas Thomson y publicado en Journal of the Linnean Society, Botany 2: 57, en el año 1858.

## Especies aceptadas
A continuación se brinda un listado de las especies del género Pileostegia aceptadas hasta mayo de 2014, ordenadas alfabéticamente. Para cada una se indica el nombre binomial seguido del autor, abreviado según las convenciones y usos.  	
- Pileostegia tomentella Hand.-Mazz.
- Pileostegia viburnoides Hook.f. & Thomson